# Kangar
 (novembre 2023).
Si vous disposez d'ouvrages ou d'articles de référence ou si vous connaissez des sites web de qualité traitant du thème abordé ici, merci de compléter l'article en donnant les références utiles à sa vérifiabilité et en les liant à la section « Notes et références ».
Kangar est une ville de Malaisie et la capitale de l'État de Perlis. Elle est située en Malaisie péninsulaire sur le fleuve Perlis, à 4 km de la frontière Thaïlandaise et moins de 8 km du port de Kuala Perlis.
On pense que le nom de Kangar est dérivé d'une espèce de rapace, l'Aigle huppé (Spizaetus Limnaetu) nommé en malais : Kangkok.
Kangar est le chef-lieu de la province de Sena, et est appelé « Uptown Sena » par quelques habitants constitués essentiellement d'agriculteurs et de fonctionnaires.

## Population
La ville compte 48 898 habitants (2005). 

## Curiosités
- Utama Stadium
- EPF Tower, l'un des plus hauts immeubles de Kangar
- Dato' Wan Ahmad's House
- Kubu Hill Recreational Park
- Malay World Weaponry Museum
- Medan Mountain
- Perlis Craft Cultural Complex
- Perlis State Mosque
- State Museum and Heritage Hall
- Syed Alwi State Mosque, l'ancienne mosquée construite en 1910
- Kuala Perils Bus Terminal et Kuala Perlis Ferry Service

## Jumelage
La ville de Kangar est jumelée avec les villes suivantes :
- Banda Aceh (Indonésie)